# Louis Scheffer
Louis Scheffer (* 27. Januar 1799 in Hattendorf; † 24. März 1865 ebenda) war ein deutscher Gutsbesitzer und Mitglied der kurhessischen Ständeversammlung.

## Leben
Louis Scheffer wurde als Sohn des Christian Scheffer und dessen Ehefrau Christiane Walther geboren. Er war Gutsbesitzer und erhielt in dieser Funktion im Jahre 1836 ein Mandat für die kurhessische Ständeversammlung. Diese wurde im Jahre 1830 nach den Unruhen zum Zweck der Beratung und Verabschiedung einer Verfassung gebildet und hatte bis 1866 Bestand, als das Land Hessen durch Preußen annektiert wurde. Er blieb bis 1838 in dem Parlament und erhielt 1852 erneut ein Mandat aus der Gruppe der größeren Grundbesitzer in der Zweiten Kammer der kurhessischen Ständeversammlung. 1854 schied er aus.